# Sefer Ha-Chinuch
El Sefer Ha-Chinuch (en hebreo: ספר החינוך) (en español: "El libro de la educación") es una obra literaria que trata sobre la ley judía, la halajá. Este libro fue escrito hacia finales del siglo XIII en España. El Chinuch contiene una recopilación de los 613 preceptos de la Torá, que están organizados en la obra siguiendo el orden de la parashá semanal. La obra está basada principalmente en los escritos del Rambam. Cada uno de los preceptos ha sido dividido en cuatro partes:
1) Una breve explicación de la esencia del precepto (mitzvá ).
2) Los motivos para cumplir con el precepto, esta es posiblemente la parte más original de la obra. Este libro fue escrito por un adulto para que fuera leído por una persona más joven que el autor, las explicaciones que ofrece el autor de la obra, son fácilmente entendibles incluso para un lector joven.
3) Un resumen de los detalles del precepto.
4) Cuando y a quien se aplica el precepto.
El Chinuch destaca que el interior de una persona es modelado por las acciones que esta persona realiza. Por ello, una correcto cumplimiento de los preceptos tiene una influencia para que el sujeto sea mejor persona. La obra está escrita en un estilo simple, claro, y fácil de entender.
Durante mucho tiempo la autoría del Chinuch fue atribuida al Rabino Aarón ha-Leví (el Raa ), pero es poco probable que él sea el autor. Aunque no está del todo clara la autoría del texto, esta obra sigue siendo muy popular entre los judíos ortodoxos.